# المنية (لبنان)
المنية هي بلدة لبنانية تقع في قضاء المنية- الضنية. تبعد عن طرابلس مسافة 10 كلم. تقدر مساحة القرية ب 16 كلم مربع. ويمتد ارتفاع القرية عن سطح البحر من 0 إلى 200 متر
في البلدة عدة أحياء وهي: النبي يوشع، حي البلاط، حي النبي كزيبر، حي الحكر ،الكنيسة المقالع، حي حمدون، حي المخاضة، حي الجديدة. يوجد بلدية وجمعيات تعاونية.

## الطرق اليها
يمكن الوصول إلى البلدة عبر عدة طرق:
- طرابلس - البداوي / من الجهة الغربية
- عكار، البارد، بحنين /من الجهة الشمالية -الشرقية
- الضنية ،مركبتا / من الجهة الشرقية
- بالإضافة إلى عدد من الطرق الفرعية التي تربطها بعكار والبداوي

ويجاور القرية عدة قرى وهي بحنين، مركبتا، دير عمار، برج اليهودية.

## السكان
ويبلغ عدد السكان 11556 من الذكور و11800 من الإناث.
عدد المساكن في البلدة: 7000 وحدة سكنية أساسية ولا يوجد ثانوي

## المدارس
المدارس المحيطة المحيطة في البلدة والتي يرتادها أبناء البلدة: مركبتا، معهد دير عمار الفني، بالإضافة إلى عدد كبير من أبناء المنطقة يرتادون المدارس في طرابلس رسمية كانت أو خاصة. ويبلغ عدد حملة الاجازات الجامعية من أبناء البلدة : 950 تقريبا ً

## مؤسسات المجتمع
يبلغ عدد المؤسسات واللجان الاجتماعية والثقافية والرياضية الموجودة في القرية أو محيطها 21.
تشتهر البلدة بزراعة الزيتون والليمون واللوزيات. وفيها 2500 بيت زجاجي لزراعة الخضار، وفيها العديد من المعامل لتصنيع البلاط، والدهان، ومعاصر الزيتون، ومواد البناء.